# Gmina Vižinada
Vižinada (wł. Visinada) – gmina w Chorwacji, w żupanii istryjskiej. W 2011 roku liczyła 1158 mieszkańców.

## Miejscowości
Miejscowości wchodzące w skład gminy Vižinada:

- Bajkini
- Baldaši
- Brig
- Bukori
- Crklada
- Čuki
- Danci
- Ferenci
- Filipi
- Grubići
- Jadruhi
- Lašići
- Markovići
- Mastelići
- Mekiši kod Vižinade
- Nardući
- Ohnići
- Piškovica
- Staniši
- Trombal
- Velići
- Vižinada (Visinada)
- Vranići kod Vižinade
- Vranje Selo
- Vrbani
- Vrh Lašići
- Žudetići